# أم هنادي
وحيدة محمد الجميلي (مواليد 1978) المعروفة باسم أم هنادي، هي مقاتلة عراقية في قوات الحشد الشعبي، قاتلت مسلحي الدولة الإسلامية في العراق والشام في قضاء الشرقاط، حيث فقدت زوجها الأول والثاني خلال هجمات للتنظيم الذي قتل والدها وثلاثة من أشقائها، وهي معروفة بوحشيتها ضد مقاتلي داعش. ظهرت في الفيلم الوثائقي الموصل للمخرج دان جبرائيل.

## حياتها
أم هنادي امرأة من مدينة تكريت. تحارب الإرهاب منذ عام 2004 وجذبت انتباه تنظيم داعش، حيث قام التنظيم بقتل ثلاثة من أشقائها ووالدها وزوجها الأول والثاني، وزعمت أنها كانت "على رأس قائمة المطلوبين" وقد تعرضت لعدة محاولات اغتيال، وهي تقود وحدة من قوات الحشد مكونة من 70 إلى 125 فردًا في مدينة الشرقاط، حيث لعبت دورًا حيويًا في طرد داعش من المنطقة.

## أنظر أيضا
- ابو عزرائيل